# Plesiolebias
Plesiolebias is een geslacht van straalvinnige vissen uit de familie van de killivisjes (Rivulidae).

## Soorten
- Plesiolebias altamira Costa & Nielsen, 2007
- Plesiolebias aruana (Lazara, 1991)
- Plesiolebias canabravensis Costa & Nielsen, 2007
- Plesiolebias filamentosus Costa & Brasil, 2007
- Plesiolebias fragilis Costa, 2007
- Plesiolebias glaucopterus (Costa & Lacerda, 1989)
- Plesiolebias lacerdai Costa, 1989
- Plesiolebias xavantei (Costa, Lacerda & Tanizaki, 1988)